# Albano Bizzarri
Albano Benjamin Bizzarri (* 9. November 1977 in Etruria, Provinz Córdoba) ist ein argentinischer ehemaliger Fußballspieler. Er spielte auf der Torwartposition.

## Karriere

### Im Verein
Bizzarri begann seine Karriere bei Racing Club Avellaneda in Argentinien, wo er zwischen 1995 und 1998 spielte. In der Saison 1999/2000 wechselte er nach Spanien zu Real Madrid, für die er am 25. September 1999 gegen den FC Málaga sein Debüt in der spanischen Liga gab.
Bei Real konnte er den Stammplatz im Tor nicht für sich behaupten, und im darauf folgenden Jahr wechselte er innerhalb der spanischen Liga zu Real Valladolid.
Im Spätsommer 2001 kam es zum Duell gegen seinen Ex-Klub. Dieses gestaltete sich kurios: Vor dem Spiel gab Bizzarri einen Tippschein ab, auf dem er um elf Ergebnisse wettete, inklusive eine Niederlage seiner Mannschaft gegen Real Madrid. In der 70. Spielminute ertönte ein Pfiff, der nicht vom Schiedsrichter kam und die Spieler Madrids sichtlich irritierte. Valladolid nutzte die Chance zum 2:2-Ausgleich und verteidigte dieses Ergebnis bis zum Schluss. Bizzarris Freude hielt sich in Grenzen, so tippte er alle Spiele richtig – bis auf das Ergebnis seiner eigenen Mannschaft. Er verpasste dadurch einen Gewinn von zehn Millionen Euro. Durch die übrigen zehn richtigen Tipps gewann er 90.000 Euro.
Mit Beginn der Saison 2006/07 wurde Bizzarri vom Aufsteiger Gimnàstic de Tarragona unter Vertrag genommen. Im Juni 2007, nach dem Abstieg von Tarragona in die zweite Liga, wechselte der argentinische Torhüter ablösefrei in die Serie A zu Calcio Catania.
Im Sommer 2009 wechselte Bizzarri zu Lazio Rom. Dort kam er zwei Jahre lang lediglich in der Europa League zum Einsatz, ehe er zu Beginn der Saison 2011/12 zwischen den Pfosten stand. Nach zwei Spielen wurde er von Federico Marchetti abgelöst.
Nach zwei Jahren als Stammtorwart bei Chievo Verona wechselte Bizzarri 2016 zu Delfino Pescara 1936, wo er ebenfalls die meisten Spiele im Tor stand, mit Pescara jedoch abstieg. 2017 folgte der Wechsel zu Udinese Calcio.

### In der Nationalmannschaft
Er wurde bei der Copa América 1999 als Ersatztorwart nominiert.

## Erfolge
- Champions-League-Sieger mit Real Madrid 1999/00
- Coppa-Italia-Sieger: 2012/13